# Secularismo na Turquia

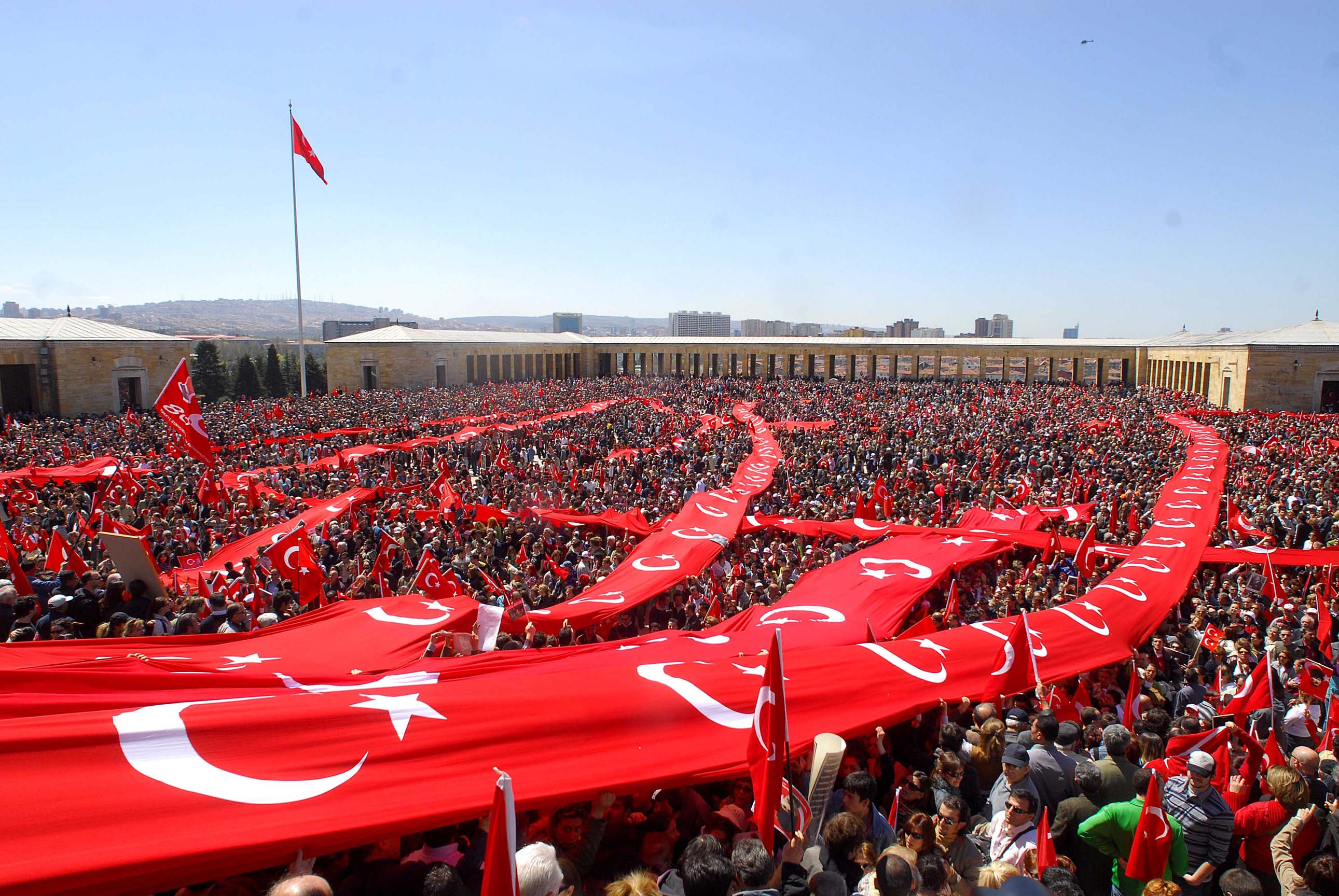
Os chamados 'Protestos pela República' ocorreram em 2007, em apoio às reformas kemalistas, particularmente às relacionadas ao secularismo estatal e democracia.

O secularismo na Turquia foi introduzido com a Constituição Turca de 1924, e posteriormente as reformas de Atatürk estabeleceram os requisitos políticos e administrativos necessários para a criação de um Estado secular moderno e democrático, alinhado com a ideologia kemalista. Treze anos depois de sua introdução, o laicismo passou a ser apregoado de maneira explícita no segundo artigo da constituição da Turquia, promulgada em 5 de fevereiro de 1937. A atual constituição do país não reconhece alguma religião oficial nem tampouco promove alguma; isto inclui o islã, que é praticado - pelo menos nominalmente - por mais de 99% de seus cidadãos. O laicismo da Turquia, no entanto, não aplica com rigidez a separação entre Igreja e Estado, descrevendo o papel estatal como um de "neutralidade ativa". As ações oficiais do governo da Turquia com respeito a assuntos religiosos são cuidadosamente analisadas e avaliadas através do Diyanet İşleri Başkanlığı ("Presidência de Assuntos Religiosos"); as funções desta presidência são as de "executar as obras relacionadas às crenças, cultos e éticas do islamismo, iluminar o público sobre sua religião, e administrar os locais de culto sagrados.".